# Maria Grazia Alemanno
Maria Grazia Alemanno (Galatina, 2 settembre 1990) è una sollevatrice italiana.

## Biografia
Ha partecipato a diverse edizioni dei mondiali ed europei,coppa del Mondo gennaio 2020 Roma 3° classifica nell'esercizio di specialità strappo Pluricampionessa italiana 
Nel giugno 2021 ha ottenuto la qualificazione ai Giochi olimpici estivi di Tokyo 2020, a seguito di una riallocazione delle quote, conseguente ad una squalifica di un'atleta della Colombia.